# Medaille van Verdienste van de Sultan van Zanzibar

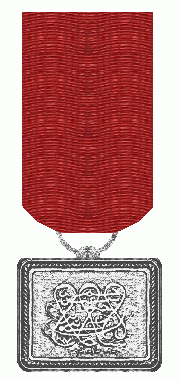
De rechthoekige Medaille van Verdienste van de Sultan van Zanzibar

De Medaille van Verdienste van de Sultan van Zanzibar werd in 1875 door de regerende vorst, Sultan Sayyid Barghash bin Said van Zanzibar, ingesteld. De Sultan wenste naast zijn Ridderorde, de Orde van de Stralende Ster te beschikken over een onderscheiding waarmee ook diegenen die voor ridderorden niet in aanmerking kwamen te decoreren.
De medaille werd in eerste instantie als een uitbreiding van de Orde van de Stralende Ster gezien, later werd het een aparte onderscheiding. Meestal werd de rechthoekige zilveren medaille met de tughra, een kunstig gekalligrafeerde handtekening van de vorst, aan ambtenaren in Zanzibarese dienst toegekend. De medaille werd aan een rood lint gedragen.